# 圣莫里斯德莱斯塔佩勒
圣莫里斯-德莱斯塔佩勒（法語：Saint-Maurice-de-Lestapel，法語發音：[sɛ̃ moʁis də lɛstapɛl]）是法国洛特-加龙省的一个市镇，属于洛特河畔新城区。

## 地理
圣莫里斯-德莱斯塔佩勒（44°34'26"N, 0°34'6"E）面积7.79 平方千米，位于法国新阿基坦大区洛特-加龍省，该省份为法国西南部内陆省份，北起多爾多涅省，西接吉倫特省和朗德省，南至热尔省，东临塔恩-加龙省和洛特省。
与圣莫里斯-德莱斯塔佩勒接壤的市镇（或旧市镇、城区）包括：康孔、卢格拉特、蒙托里奥勒、蒙维耶勒、穆利内、塞加拉。
圣莫里斯-德莱斯塔佩勒的时区为UTC+01:00、UTC+02:00（夏令时）。

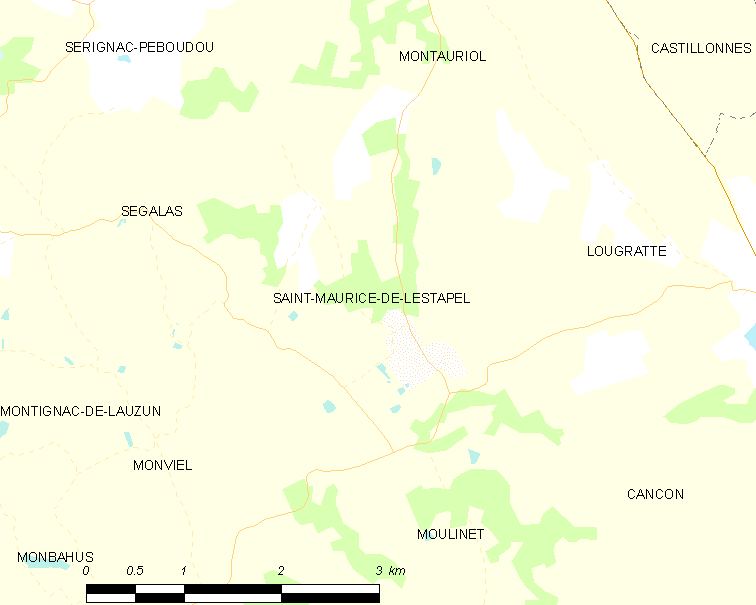
圣莫里斯-德莱斯塔佩勒的OSM定位图

## 行政
圣莫里斯-德莱斯塔佩勒的邮政编码为47290，INSEE市镇编码为47259。

## 政治
圣莫里斯-德莱斯塔佩勒所属的省级选区为上阿日奈-佩里戈尔县。

## 人口
圣莫里斯-德莱斯塔佩勒于2022年1月1日时的人口数量为107人。

1962-2008年间圣莫里斯-德莱斯塔佩勒人口变化图示